# 사옹원
사옹원(司饔院)은 1467년에 설치된 조선의 기관으로 이조의 속아문이다. 음식물을 맡아보는 일을 관장하였다.

## 기능
임금의 식사, 궁중의 음식 등에 관계된 일을 맡아보았다. 천신물, 어량세, 문소전의 천신도 담당하였다.

## 연혁
1395년(태조 4년)에 한양에 새 궁궐이 완성되었을때, 사옹방(司饔房)이 설치되었다. 이후 1467년(세조 13년)에 사옹방이 공식적으로 사옹원으로 개칭되고 녹관이 설치될때까지 사옹방과 사옹원의 호칭이 혼용되었다. 처음에는 사옹원의 제원들이 1년을 단위로 교대근무를 하였는데 일이 너무 힘든 까닭에 1454년(단종 2년)부터는 3교대로 6개월씩 근무하게하였다. 1467년 이전까지는 요리솜씨가 뛰어난 관리들이 사옹원의 관직에 임명되었었고 신분이 높은 녹관들이 임명되면서 제 기능을 못하는 문제점이 발생하여 1470년(성종 1년)부터 업무의 원활한 처리를 위해 종친이나 부마 등을 도제조로 임명하였다.
1882년(고종 19년)에 내자시가 폐지된 후 내자시 일도 맡아보았다. 어물공상과 자기공급도 맡아보았다.

## 구성
| 품계       | 관직                  | 관직                  | 정원 | 비고 |
| 정1품      | 도제조(都提調)        | 도제조(都提調)        | 1명  | 겸직 |
| 종1품      | 제조(提調)            | 제조(提調)            | 4명  | 겸직 |
| 정2품      | 제조(提調)            | 제조(提調)            | 4명  | 겸직 |
| 종2품      | 제조(提調)            | 제조(提調)            | 4명  | 겸직 |
| 정3품 당상 | 부제조(副提調)        | 부제조(副提調)        | 5명  | 겸직 |
| 정3품 당하 | 정(正)                | 정(正)                | 1명  |      |
| 종3품      | 제거(提擧) 제검(提檢) | 제거(提擧) 제검(提檢) | 4명  |      |
| 정4품      | 제거(提擧) 제검(提檢) | 제거(提擧) 제검(提檢) | 4명  |      |
| 종4품      | 제거(提擧) 제검(提檢) | 제거(提擧) 제검(提檢) | 4명  |      |
| 종4품      | 첨정(僉正)            | 첨정(僉正)            | 1명  |      |
| 정5품      |                       |                       |      |      |
| 종5품      | 판관(判官)            | 판관(判官)            | 1명  |      |
| 정6품      |                       |                       |      |      |
| 종6품      | 주부(主簿)            | 주부(主簿)            | 1명  |      |
| 정7품      |                       |                       |      |      |
| 종7품      | 직장(直長)            | 직장(直長)            | 2명  |      |
| 정8품      |                       |                       |      |      |
| 종8품      | 봉사(奉事)            | 봉사(奉事)            | 3명  |      |
| 정9품      |                       |                       |      |      |
| 종9품      | 참봉(參奉)            | 참봉(參奉)            | 3명  |      |

## 참고 문헌
- 『태조실록(太祖實錄)』
- 『세조실록(世祖實錄)』
- 『예종실록(睿宗實錄)』
- 『경국대전(經國大典)』
- 『대전회통(大典會通)』
- 『증보문헌비고(增補文獻備考)』